# Comuna Reasne-Ruske, Iavoriv
Reasne-Ruske (în ucraineană Рясне-Руське) este o comună în raionul Iavoriv, regiunea Liov, Ucraina, formată din satele Pidreasne și Reasne-Ruske (reședința).

## Demografie
Componența lingvistică a comunei Reasne-Ruske
     Ucraineană (99,68%)
     Alte limbi (0,33%)
Conform recensământului din 2001, majoritatea populației comunei Reasne-Ruske era vorbitoare de ucraineană (99,68%), existând în minoritate și vorbitori de alte limbi.